# Soarele şi luna
Soarele şi luna (svenska: Solen och månen) är en låt av den moldaviska sångaren och låtskrivaren Pasha Parfeni, släppt den 19 januari 2023. Låten var det moldaviska bidraget i Eurovision Song Contest 2023 i Liverpool.

## Eurovision Song Contest
Den 20 oktober 2022 släppte EBU listan över alla länder som skulle delta i Eurovision Song Contest 2023, där Moldavien fanns med. I december 2022 bekräftade det moldaviska sändningsföretaget, TRM, att man återigen skulle arrangera en nationell uttagning för att välja ut sitt bidrag. Uttagningen kallades för Etapa națională 2023 och avgjordes den 4 mars 2023. Tävlingen vanns av Pasha Parfeni med låten "Soarele şi luna", som fick flest poäng från både juryn och tittarna. Låten blev därmed Moldaviens bidrag i Eurovision Song Contest 2023. Parfeni har tidigare representerat Moldavien i Eurovision Song Contest 2012 i Baku.
Låten framfördes i den första semifinalen som arrangerades den 9 maj 2023. Den kom på femte plats med 109 poäng och gick därmed vidare till finalen den 13 maj. "Soarele şi luna" slutade på artonde plats med totalt 96 poäng.